# Distrito de Tirana
El distrito de Tirana (en albanés: Rrethi i Tiranës) era uno de los 36 distritos de Albania. Tenía una población de 521,000 personas (2004) y un área de 1,238 km². Se ubicaba en la parte central del país y su capital era Tirana. Otras localidades del distrito eran Kamzë y Vorë. El alcalde actual de Tirana es Edi Rama. Tirana es también la capital de Albania.